# Jean-Baptiste Guy
Jean-Baptiste Guy est un homme politique français né le 5 juillet 1749 à Saint-Rémy-de-Lautrec (Tarn) et décédé le 2 juin 1814 à Castres (Tarn).
Magistrat sous le Premier Empire, président du tribunal de Castres, il est député du Tarn de 1811 à 1814.